# Heleodromia hilo
Heleodromia hilo är en tvåvingeart som beskrevs av Smith 1965. Heleodromia hilo ingår i släktet Heleodromia och familjen Brachystomatidae.
Artens utbredningsområde är Nepal. Inga underarter finns listade i Catalogue of Life.